# Ben Lake (Eishockeyspieler)
Ben Lake (* 3. Mai 1990 in Calgary, Alberta) ist ein kanadisch-britischer Eishockeyspieler, der seit 2021 erneut bei den Belfast Giants in der Elite Ice Hockey League unter Vertrag steht.

## Karriere
Ben Lake begann seine Karriere als Eishockeyspieler in seiner kanadischen Heimat bei den Edge School Mountaineers. Ab 2008 spielte er für die Fort McMurray Oil Barons in der Alberta Junior Hockey League. Während seines Studiums stand er von 2011 bis 2015 im Team der Sacred Heart University in der Atlantic Hockey (NCAA Division I) auf dem Eis. Anschließend spielte er zwei Jahre für die Alaska Aces in der ECHL. 2017 wechselte er nach Großbritannien in die Elite Ice Hockey League. Zunächst spielte er zwei Jahre für Coventry Blaze und wurde 2019 in das First All-Star-Team der Liga gewählt. Anschließend spielte er eine Spielzeit bei den Belfast Giants und zog dann zum Manchester Storm  weiter. Aber schon nach einem Jahr kehrte er zu den Giants zurück und gewann mit ihnen 2022 und 2023 jeweils das Double aus Hauptrundenmeisterschaft und Pokal und 2023 auch die EIHL-Playoffs und damit die britische Meisterschaft.

### International
Sein Debüt in der britischen Herren-Auswahl gab Lake bei der Weltmeisterschaft 2019, als die Briten erstmals seit dem Abstieg 1994 wieder in der höchsten Leistungsstufe spielten. Auch 2021 und 2022 spielte er in der Top-Division. Nach dem Abstieg 2022 spielte er 2023 in der Division I, wo der umgehende Wiederaufstieg gelang. Zudem nahm er an der Olympiaqualifikation für die Spiele in Peking 2022 teil.

## Erfolge und Auszeichnungen
- 2019 First All-Star-Team der Elite Ice Hockey League
- 2022 Hauptrundensieger und Pokalsieger der Elite Ice Hockey League mit den Belfast Giants
- 2023 Britischer Meister, Hauptrundensieger und Pokalsieger der Elite Ice Hockey League mit den Belfast Giants

### International
- 2023 Aufstieg in die Top-Division bei der Weltmeisterschaft der Division I, Gruppe A

## Statistik
(Stand: Ende der Saison 2022/23)